# Viktor Sepp
Viktor Sepp (* 1. Oktober 1936 in Tartu; † 19. Dezember 2007 in Tallinn) war ein estnischer Schriftsteller und Übersetzer, der sowohl estnische Literatur ins Deutsche als auch deutsche Literatur ins Estnische übertrug.

## Leben
Viktor Sepp machte 1955 in Tartu Abitur und studierte anschließend an der Universität Tartu deutsche Philologie. Nach seinem Studienabschluss (1961) arbeitete er ein Jahr als Lehrer und war von 1962 bis 1966 an der Estnischen Agrarakademie sowie von 1966 bis 1972 im Tartuer Fleischkombinat angestellt. Ab 1972 arbeitete er im Verlag Perioodika, dem er bis 1989 als Redakteur für deutschsprachige Publikationen angehörte. Anschließend arbeitete er in einer Privatfirma als Übersetzer, später freiberuflich.

## Werk
Sepp schrieb deutsche Gedichte, die er seit 1962 in der in Moskau erscheinenden deutschsprachigen Wochenzeitung „Neues Leben“ veröffentlichte. Hier veröffentlichte er auch einige Übersetzungen aus dem Estnischen. Später wurden viele seiner Übersetzungen aus dem Estnischen auch in Estland und Deutschland sowie in der Zeitschrift Sowjetliteratur gedruckt.

## Übersetzungen (Auswahl)
- Hermynia Zur Mühlen: Lõpp ja algus (= Ende und Anfang). Tallinn: Perioodika 1981.
- Juhan Peegel: Ich fiel im ersten Kriegssommer (= Ma langesin esimesel sõjasuvel). Tallinn: Perioodika 1982.
- Maxie Wander: Tere hommikkust, kallis (= Guten Morgen, du Schöne). Tallinn: Perioodika 1986.
- Dr. Bertram: Kolm Tartu balli (= Auszüge aus seinen Briefen). Tallinn: Perioodika 1990.
- Jaan Kross: Die Verschwörung (= Vandenõu). Tallinn: Bibliotheca Baltica 1993.
- Dr. Bertram: Tartu tudengid 50 aastat tagasi (= Kurzgeschichten). Tallinn: Perioodika 1999.